# Troglohyphantes iulianae
Troglohyphantes iulianae là một loài nhện trong họ Linyphiidae.
Loài này thuộc chi Troglohyphantes. Troglohyphantes iulianae được Paolo Marcello Brignoli miêu tả năm 1971.